# Artona sieversi
Artona sieversi is een vlinder uit de familie van de bloeddrupjes (Zygaenidae). De soort is voor het eerst wetenschappelijk beschreven door Sergej Nikolajevitsj Alferaki in een publicatie uit 1892.